# Juniperus indica
Juniperus indica (яловець чорний) — вид хвойних рослин родини кипарисових.

## Поширення, екологія
Країни проживання: Бутан; Китай (Сичуань, Тибет, Юньнань); Індія (Гімачал-Прадеш, Сіккім, Уттар-Прадеш); Непал; Пакистан. Росте у верхніх гірських хвойних лісах і рідколіссях в чистих насадженнях, або разом з, Abies, Pinus, Cupressus torulosa, чи в субальпійських лісах Betula, до альпійських пусток і лук і в голих моренах і осипах білосніжних зон. Висотний діапазон становить від 3600 м до 4800 м над рівнем моря. Як підлісок чагарнику або дерева у хвойному лісі часто супроводжується Juniperus squamata, Rhododendron, Rosa, Cotoneaster. Вище лінії дерев може утворювати ялівцево-рододендронові зарості, або рости розкидано по моренах та осипових схилах граніту або гнейсу або іншого метаморфічних кислих порід, на найбільших висотах виключно на пд. схилах. Клімат від високогірного до високогірного з вираженою фазою мусонів, які приносять сильні опади (в основному сніг) з травня по жовтень.

## Морфологія
Це кущі випростані або розлогі, до 2 м, рідко невеликі дерева, дводомні. Листки як лускаті так і голчасті; голчасте листя зазвичай присутнє на молодих деревах, росте по 3, за зростанням, 3–8 мм, вершини загострені; лускоподібне листя ромбічне, 1.2–2 мм, довгасте або лінійне, верхівці тупі. Пилкові шишки майже кулясті або яйцюваті, 2–3 мм. Шишки стоячі, чорно-коричневі, майже кулясті або яйцюваті, 6–13 × 5–8 мм, з 1 (або 2) насінинами. Насіння яйцеподібне, злегка сплюснуте, 5–6 × ≈ 4 мм, гладке або трохи хребтоподібне.

## Використання
Ймовірно, рідко зустрічається в культивуванні. У Гімалаях деревина використовується як паливо, гілки і листки спалюються як фіміам в буддійських храмах.

## Загрози та охорона
Надмірне використання пасовищ може бути проблемою в деяких областях. У Непалі субпопуляції фрагментовані і експлуатуються для пахощів і дров. Цей вид трапляється в деяких ПОТ.